# Unite the Right rally

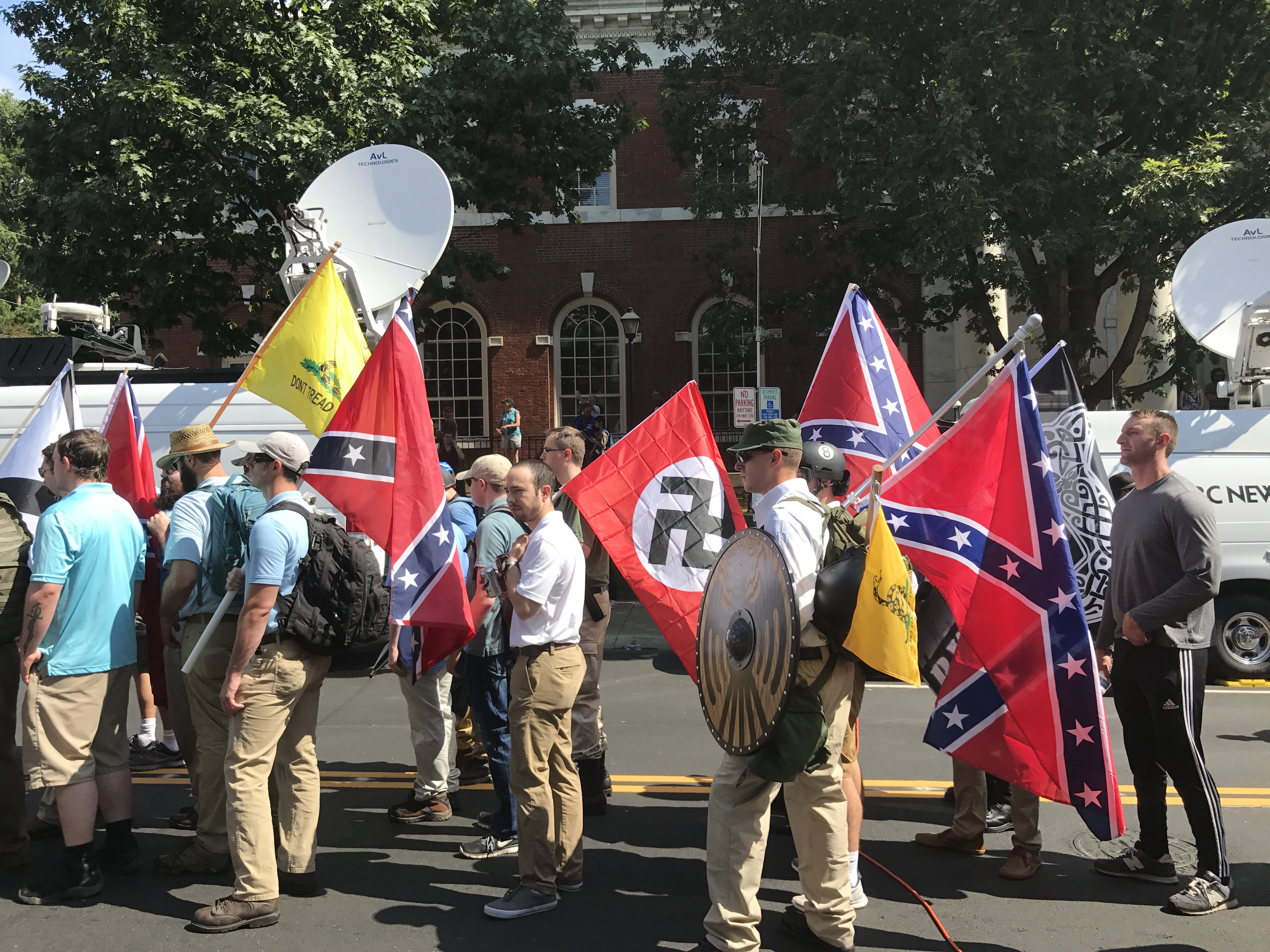
Raduno Unite the Right a Charlottesville, organizzato da esponenti di estrema destra e alt-right.

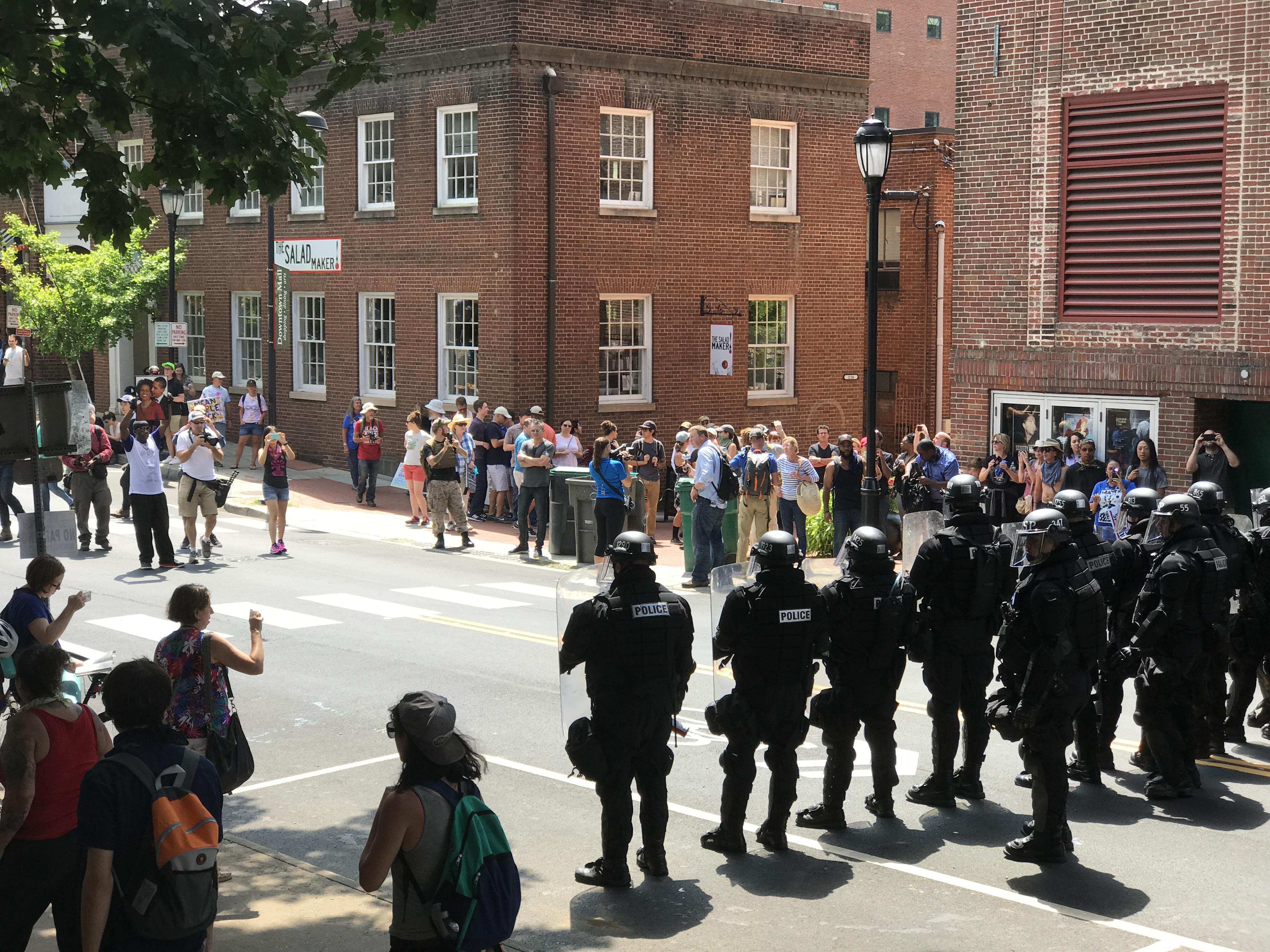
Polizia e manifestanti a Charlottesville nel 2017

Lo Unite the Right rally, noto anche come disordini di Charlottesville o scontri di Charlottesville, è stata una manifestazione organizzata dai suprematisti bianchi avvenuta a Charlottesville, in Virginia, dall'11 al 12 agosto 2017.

## Descrizione e contesto

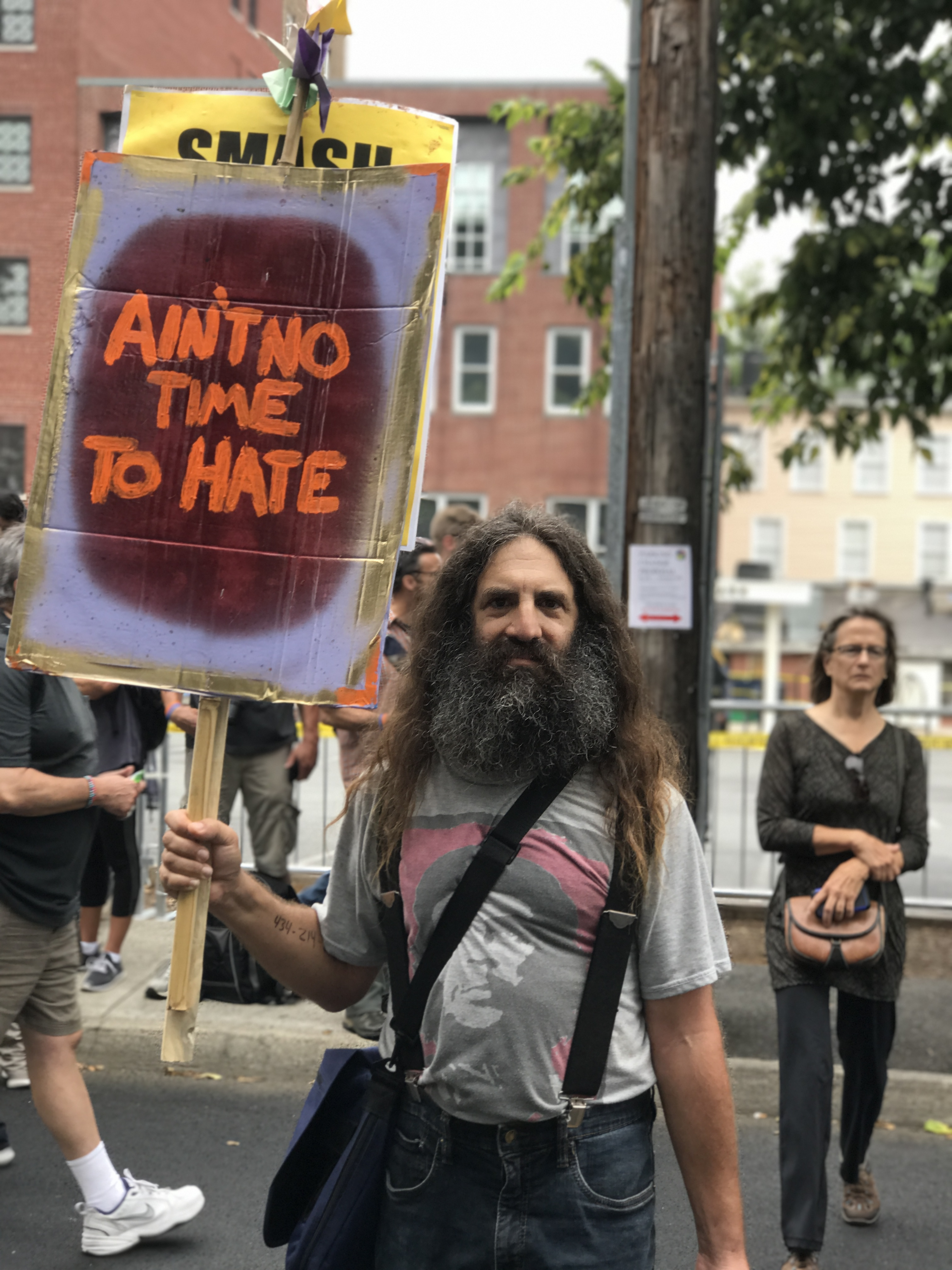
Uno dei contro-manifestanti presenti al raduno.

I manifestanti erano membri dell'estrema destra e dell'alt-right, neo-Confederati, nazionalisti bianchi del Ku Klux Klan, neonazisti e varie milizie di destra. I manifestanti cantavano slogan razzisti e antisemiti, portavano fucili semiautomatici, svastiche, simboli nazisti (come la runa odale, il sole nero e la croce di ferro), i valknut, le bandiere confederate, le croci Deus Vult, le bandiere e altri simboli di vari gruppi anti-musulmani e antisemiti. Gli obiettivi dichiarati dagli organizzatori includevano l'unificazione del movimento nazionalista bianco americano e l'opposizione alla rimozione di una statua di Robert E. Lee dall'Emancipation Park di Charlottesville.
Il raduno è avvenuto nel momento storico susseguito alle polemiche generate dalla rimozione dei monumenti confederati in tutto il paese in risposta alla sparatoria della chiesa di Charleston nel 2015. L'evento è diventato violento dopo che i manifestanti si sono scontrati con gli estremisti di sinistra (Antifa, Redneck Revolt e altri), generando oltre 30 feriti. La mattina del 12 agosto, il governatore della Virginia Terry McAuliffe dichiarò lo stato di emergenza, affermando che la sicurezza pubblica non poteva essere salvaguardata senza ulteriori poteri. Nel giro di un'ora, la polizia statale della Virginia dichiarò il raduno come illegale. Verso le 13:45, un suprematista bianco ha lanciato la sua auto contro una folla di contro-manifestanti a circa 800 metri dal luogo del raduno, uccidendo Heather Heyer e ferendo 19 persone. Il presunto autore James Alex Fields Jr., è stato arrestato e accusato di omicidio di secondo grado.
Nel dicembre 2017, le accuse sono state per omicidio di primo grado. Il procuratore generale Jeff Sessions descrisse l'attacco come terrorismo interno ai danni dei contro-manifestanti, e le autorità iniziarono un'indagine sui diritti civili. Il 27 giugno 2018, James Alex Fields Jr. è stato accusato di più reati di odio.
Le dichiarazioni del presidente Donald Trump sui fatti di Charlottesville hanno scatenato una serie di reazioni negative. Nella sua dichiarazione iniziale sulla manifestazione, Trump non ha esplicitamente denunciato i suprematisti bianchi, condannando invece "l'odio, il bigottismo e la violenza da molte parti". La sua affermazione e le sue successive rettifiche, in cui si riferiva anche a "persone perbene da entrambe le parti", sono state viste dai critici come un'implicita equiparazione tra i manifestanti suprematisti bianchi e le contro-manifestazioni antirazziste, e sono state interpretate da molti come una manifestazione di solidarietà con la causa suprematista. Il Comitato nazionale repubblicano ha invece condannato esplicitamente gli eventi di Charlottesville. Il NAACP ha chiesto al Presidente di allontanare dalla sua cerchia di collaboratori Steve Bannon, figura di spicco dell'alt-right americana ed ex membro del Consiglio per la sicurezza nazionale. Solo in una seconda dichiarazione il presidente ha esplicitamente condannato il razzismo e il suprematismo bianco, definendoli "ripugnanti".
Gli scontri hanno scatenato una reazione contro gruppi bianchi di supremazia in tutti Stati Uniti. Nel primo anniversario della manifestazione, l'11 e il 12 agosto 2018, è stato organizzato un nuovo raduno dei suprematisti bianchi a Washington: parallelamente, sia nella capitale statunitense che a Charlottesville, ha avuto luogo una manifestazione commemorativa per la vittima degli scontri del 2017.

## Riferimenti in altri media
- L'episodio viene citato nei titoli di coda del film BlacKkKlansman del 2018 diretto da Spike Lee.